# Исакова (Иркутская область)
Исакова — деревня в Черемховском районе Иркутской области России. Входит в состав Парфеновского муниципального образования. Находится примерно в 21 км к юго-западу от районного центра.

## Население
| 2002 | 2010 | 2011 | 2012 |
| ---- | ---- | ---- | ---- |
| 17   | ↘13  | →13  | ↘10  |